# Hypercarnivore

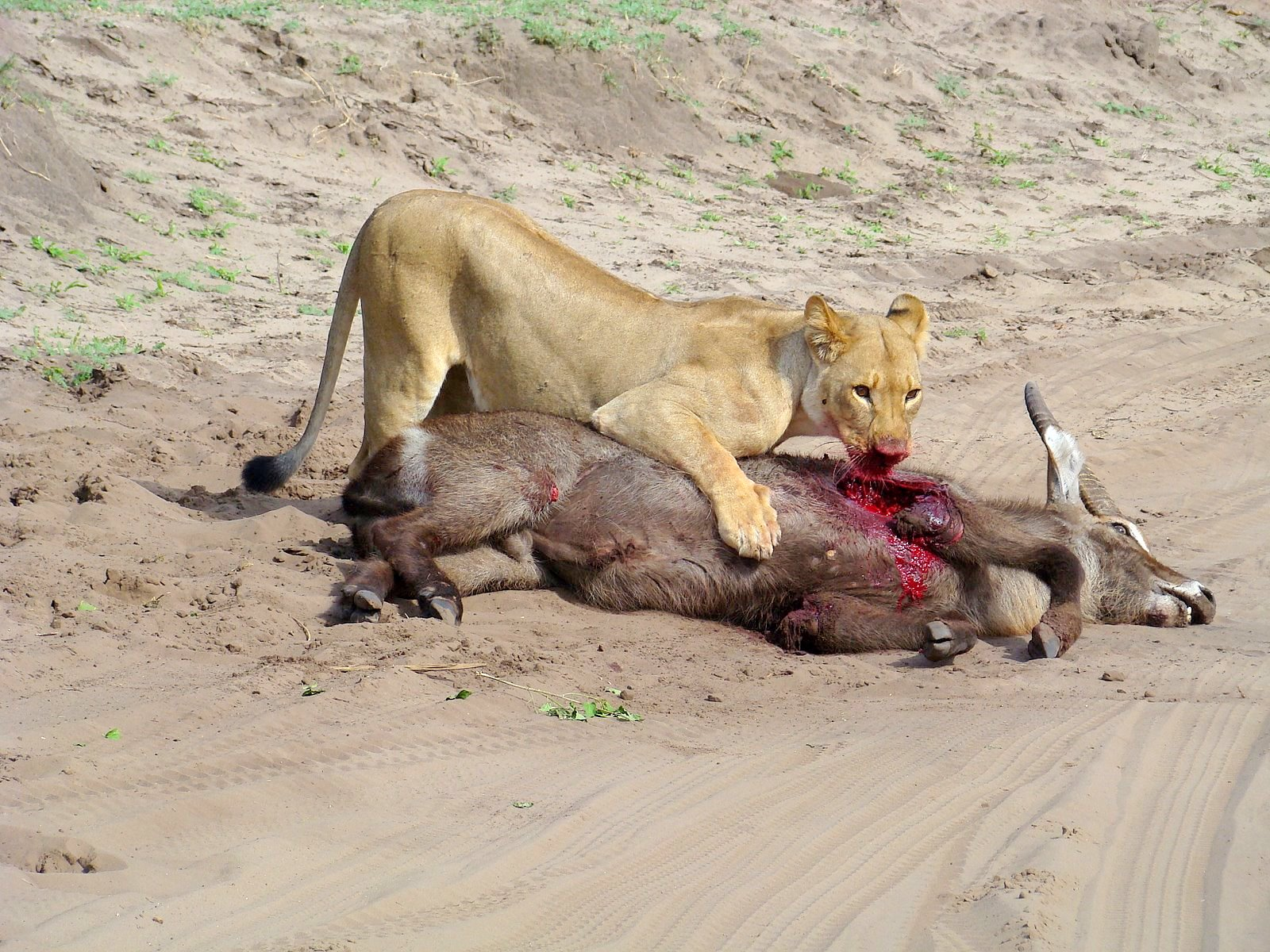
Lionne tuant un cobe à eau

Un hypercarnivore est un animal dont le régime alimentaire est composé à plus de 70 % de viande provenant de vertébrés, le reste étant constitué de nourriture non animale telle que des champignons, des fruits et autres produits végétaux,.
En font partie notamment des dauphins, les aigles, les serpents, les marlins, la plupart des requins et des invertébrés comme les pieuvres et les étoiles de mer.
De plus, ce terme est également utilisé en paléobiologie, afin de décrire les taxons animaux ayant une augmentation de la composante de glissement de leur denture en rapport avec une fonction de broyage.
Les hypercarnivores ne sont pas forcément des superprédateurs. Ainsi les saumons sont exclusivement carnivores, mais restent des proies à toutes étapes de leur cycle de vie.